# Offshore-Windpark Kentish Flats
Kentish Flats ist der Name eines von Vattenfall betriebenen Offshore-Windparks in der südwestlichen Nordsee vor der südostenglischen Küste, der aus zwei Teilflächen besteht. Teilfläche 1 mit 30 Windkraftanlagen der 3-MW-Klasse war bei Inbetriebnahme im Jahr 2005 der größte britische Offshore-Windpark, wurde aber schon bald von anderen Windparks in puncto elektrischer Leistung übertroffen.
2015 wurde der Windpark um weitere 15 Windenergieanlagen mit je 3,3 MW erweitert. Die Inbetriebnahme der Erweiterungsanlagen fand im Dezember 2015 statt, die offizielle Einweihung erfolgte Anfang Juni 2016.

## Ursprünglicher Windpark (Phase 1)

### Lage
Der OWP Kentish Flats befindet sich vor der Küste von Kent in etwa 5 m Wassertiefe etwas außerhalb der Hauptschifffahrtsrouten der Themse. Die Entfernung zu der südlich gelegenen Kleinstadt Herne Bay sowie der Ortschaft Whitstable beträgt zwischen 8,5 und 13 km, London ist etwa 60 km entfernt. Der Windpark besteht aus insgesamt fünf in Ost-West-Ausrichtung platzierten Reihen zu je sechs Windkraftanlagen, die ursprüngliche Gesamtfläche des Windparks beträgt 10 km².

### Technik
Zum Einsatz kommen hier 30 Turbinen des Typs Vestas V90-3MW, die in einem Abstand von jeweils 700 m aufgestellt wurden und zum Zeitpunkt der Errichtung von Kentish Flats die größten Anlagen in Großbritannien waren. Die Anlagen besitzen eine Nennleistung von jeweils 3 MW, einen Rotordurchmesser von 90 m und eine Nabenhöhe von 70 m, als Fundament kamen Monopiles zum Einsatz. Die Einschaltgeschwindigkeit der Anlagen liegt bei 4 m/s, ihre Nennleistung erreichen die Turbinen bei 14 m/s, die Abschaltgeschwindigkeit beträgt 25 m/s. Der erzeugte Strom wird über Seekabel in eine Umspannstation in Herne Bay ins britische Netz eingespeist, eine Umspannplattform ist aufgrund der Küstennähe nicht erforderlich.

### Windgeschwindigkeit und Stromproduktion
Die durchschnittliche Windgeschwindigkeit am Standort beträgt in Nabenhöhe der Anlagen 8,7 m/s, womit in einem durchschnittlichen Windjahr 280 GWh Energie produziert werden können. Der Kapazitätsfaktor beträgt etwa 35 %. Im Jahr 2007 mussten aufgrund fehlerhafter Lager die Getriebe aller 30 Anlagen gewechselt werden. Dadurch sank die tatsächlich erbrachte Einspeisung in diesem Jahr auf 200 GWh. Die Kosten des Gesamtprojektes betrugen 105 Mio. Pfund.

## Erweiterung: Kentish Flats Extension (Phase 2)
Im Februar 2013 wurde die Erweiterung des OWP Kentish Flats um 17 weitere Windenergieanlagen genehmigt. Zum Einsatz kommen nun 15 Anlagen des Typs Vestas V112-3.3MW mit einem Rotordurchmesser von 112 Metern und einer Nennleistung von 3,3 MW, die im Jahr 2015 errichtet wurden. Das Investitionsvolumen betrug 170 Millionen Euro. Anfang 2016 sollten die Arbeiten abgeschlossen sein. Die erste Anlage speiste Ende August 2015 erstmals Strom ins Netz ein, die letzte wurde Mitte September in Betrieb genommen. Die offizielle Inbetriebnahme erfolgte im Juni 2016.
Die verwendeten Anlagen basieren auf der bereits seit einigen Jahren gefertigten Version V112-3MW, die ursprünglich auch hier zum Einsatz kommen sollte. Im OWP Kentish Flats wurde stattdessen erstmals der neue, leistungsstärkere Typ V112-3.3MW eingesetzt.